# Solar Dynamics Observatory
El Solar Dynamics Observatory (SDO) es un telescopio espacial que fue lanzado el 11 de febrero de 2010 para estudiar el Sol. Es un proyecto de la NASA.

## Duración de la misión
La fecha de lanzamiento fue el 11 de febrero de 2010 15:23:00 UTC. Actualmente la sonda espacial está en fase orbital. La misión debería durar cinco años y tres meses, pero no se excluye una prolongación de al menos diez años. Algunos consideran el Solar Dynamics Observatory (Observatorio de Dinámica Solar) como el sucesor del Solar and Heliospheric Observatory (SOHO).

## Características
El vehículo de lanzamiento del telescopio solar espacial fue un cohete desechable, el Atlas V. El sitio de lanzamiento fue desde el Complejo Espacial de Lanzamiento 41, en la Estación de la Fuerza Aérea de Cabo Cañaveral.

## Telescopio solar espacial
El Solar Dynamics Observatory (SDO) es un telescopio espacial estabilizado en sus tres ejes con alineamiento solar y dos antenas de alta recepción.

## Órbita del telescopio solar
El Solar Dynamics Observatory (SDO) orbita el planeta Tierra a unos 36.000 km, con el objeto de estudiar el Sol. El observatorio espacial tiene una órbita geosíncrona a 102° W y una inclinación de 28,5º.

## Comunicación
El telescopio espacial solar enviará los datos científicos (banda Ka) a través de sus antenas mayores y los datos técnicos (banda S), utilizando las dos antenas omnidireccionales. La estación en la Tierra consiste en dos antenas con un radio de 18 metros situadas en White Sands, Nuevo México. Las antenas se construyeron específicamente para esta misión. El telescopio solar genera alrededor de 1,5 terabytes de datos por día. El Solar Dynamics Observatory (SDO) utiliza periódicamente la Antena Universal Space Network, en Soith Point, Hawái, para proporcionar resoluciones adicionales. Los controladores de la misión operarán de forma remota desde el centro de operaciones de la NASA en el Centro de vuelo espacial Goddard.

## Instrumentación científica
La instrumentación científica del telescopio solar consiste en: 
- Extreme Ultraviolet Variability Experiment: se trata de un instrumento que mide la emisión de radiación ultravioleta solar con cadencia regular, exactitud y precisión.
- Helioseismic and Magnetic Imager: es un instrumento que estudia la variabilidad solar y los varios componentes de la actividad magnética solar.
- Atmospheric Imaging Assembly: proporciona una imagen del disco solar en las diversas bandas del ultravioleta y del extremo ultravioleta de alta resolución temporal y espacial.

## Galería de imágenes

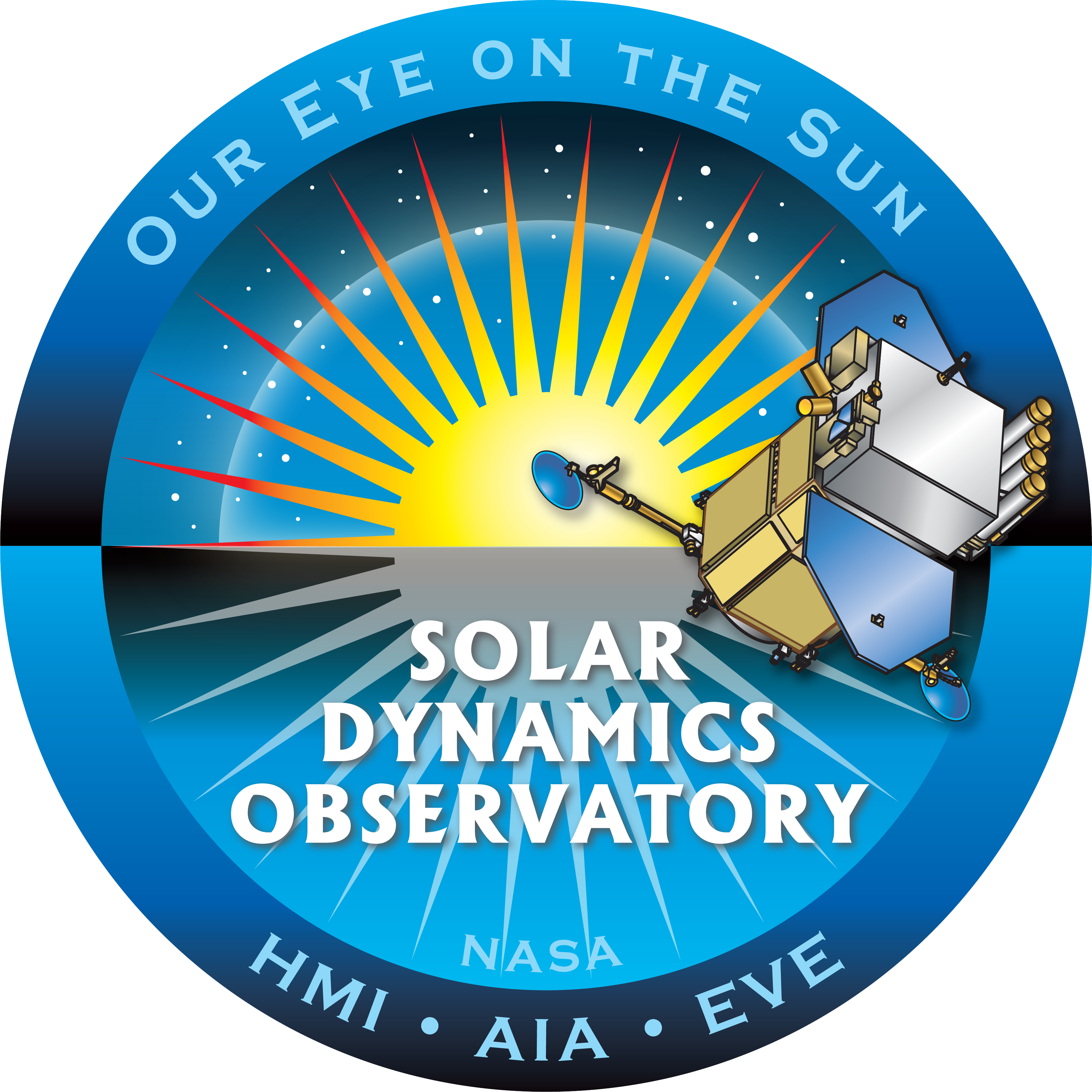
Insignia de Solar Dynamics Observatory."Nuestro ojo en el sol".
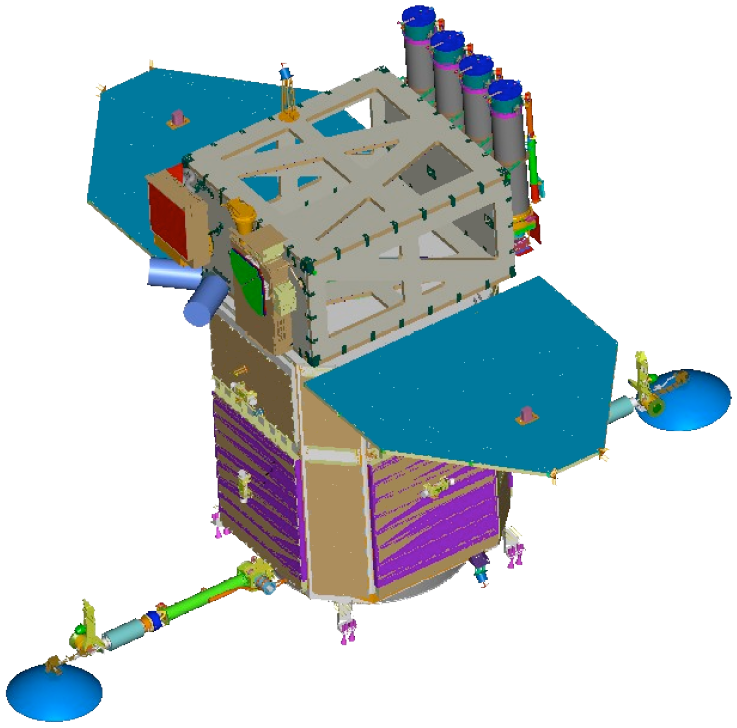
Solar Dynamics Observatory (SDO).
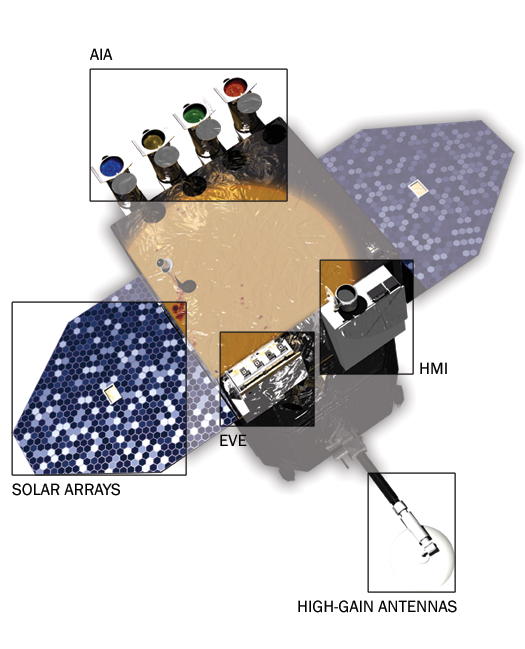
Solar Dynamics Observatory (SDO).

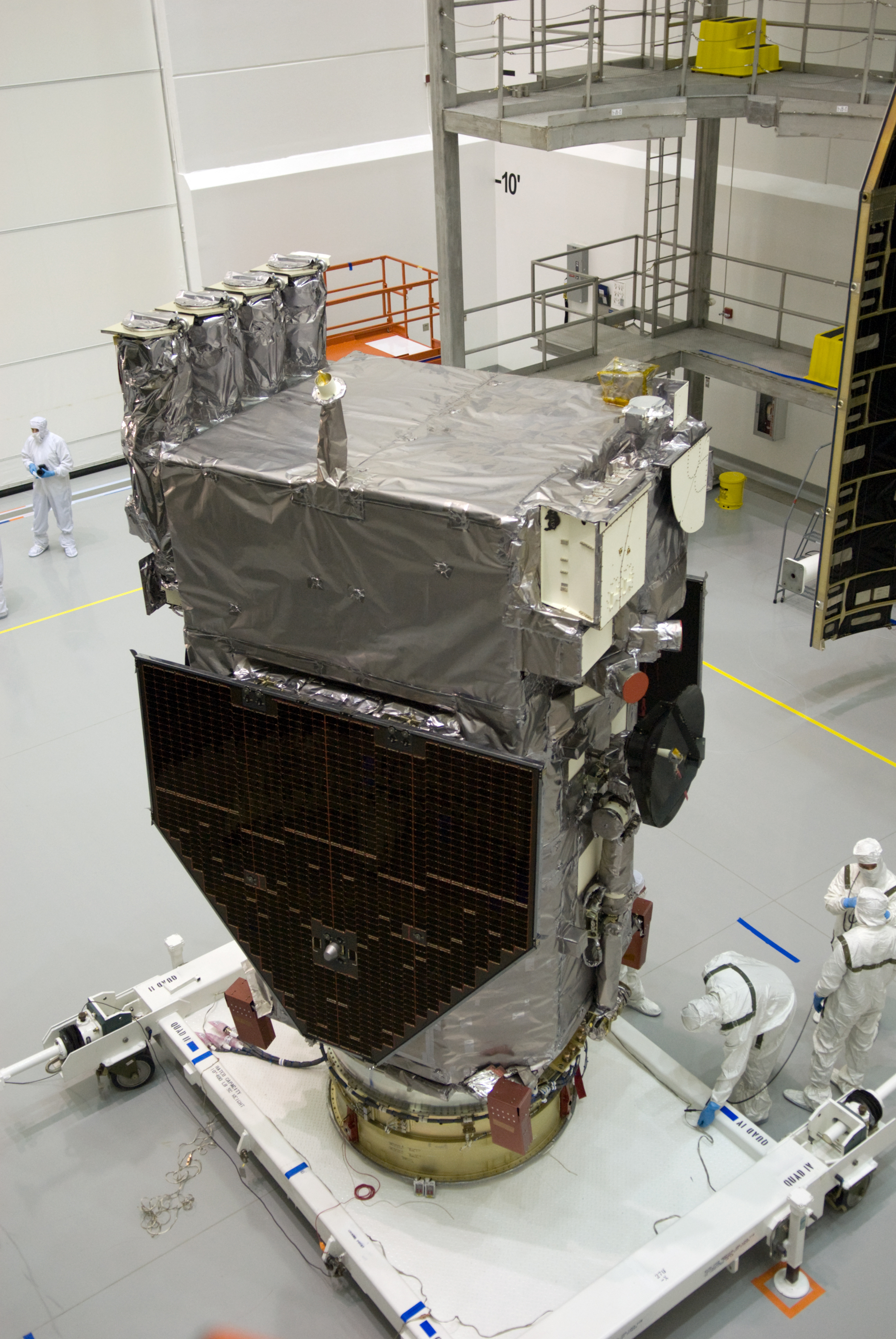
Solar Dynamics Observatory (SDO), Cabo Cañaveral.
- Animación del Solar Dynamics Observatory, desde su despegue hasta su puesta en órbita alrededor de la Tierra.
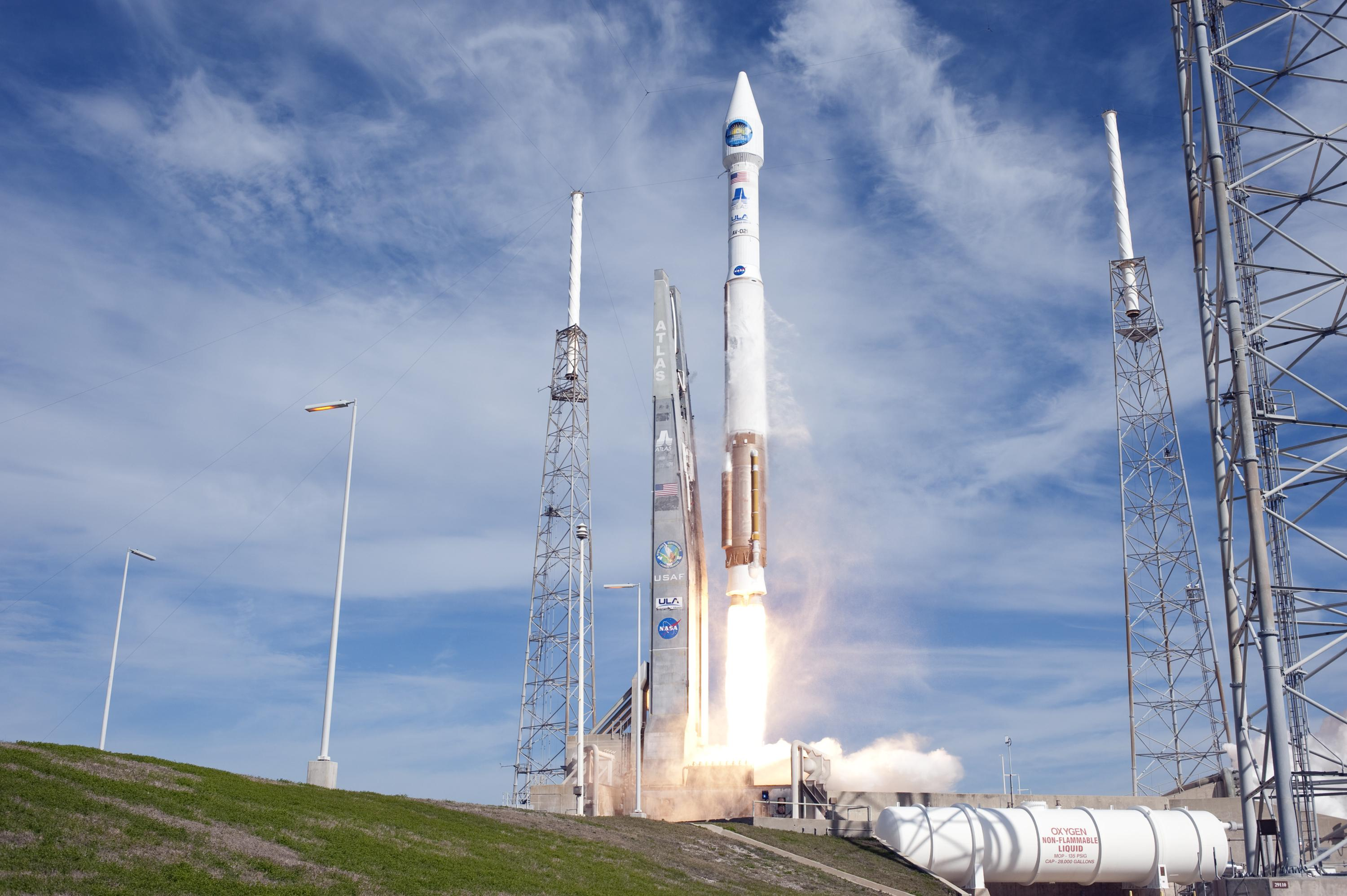
El lanzamiento el jueves 11 de febrero de 2010 15:23:00 UTC.

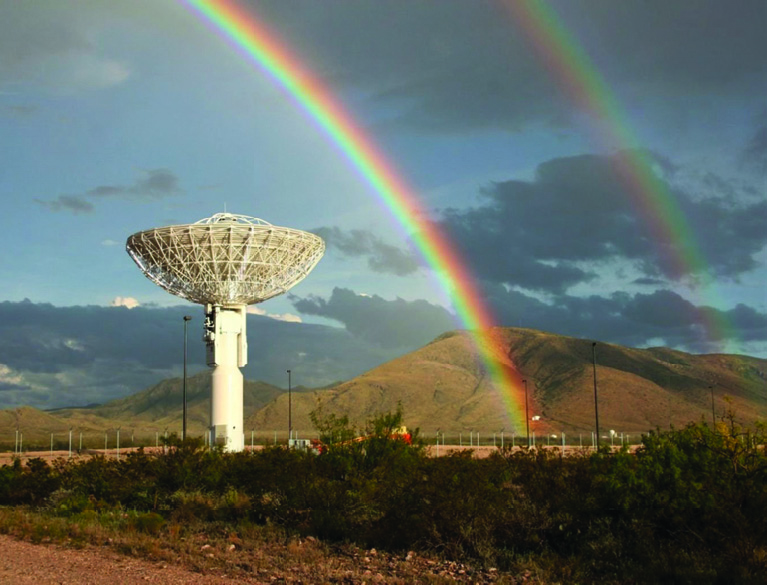
Una de las dos Radio Antenas del Solar Dynamics Observatory, Las Cruces, Nuevo México.
- Erupción solar captada por el
Solar Dynamics Observatory,
 30 de marzo de 2010.
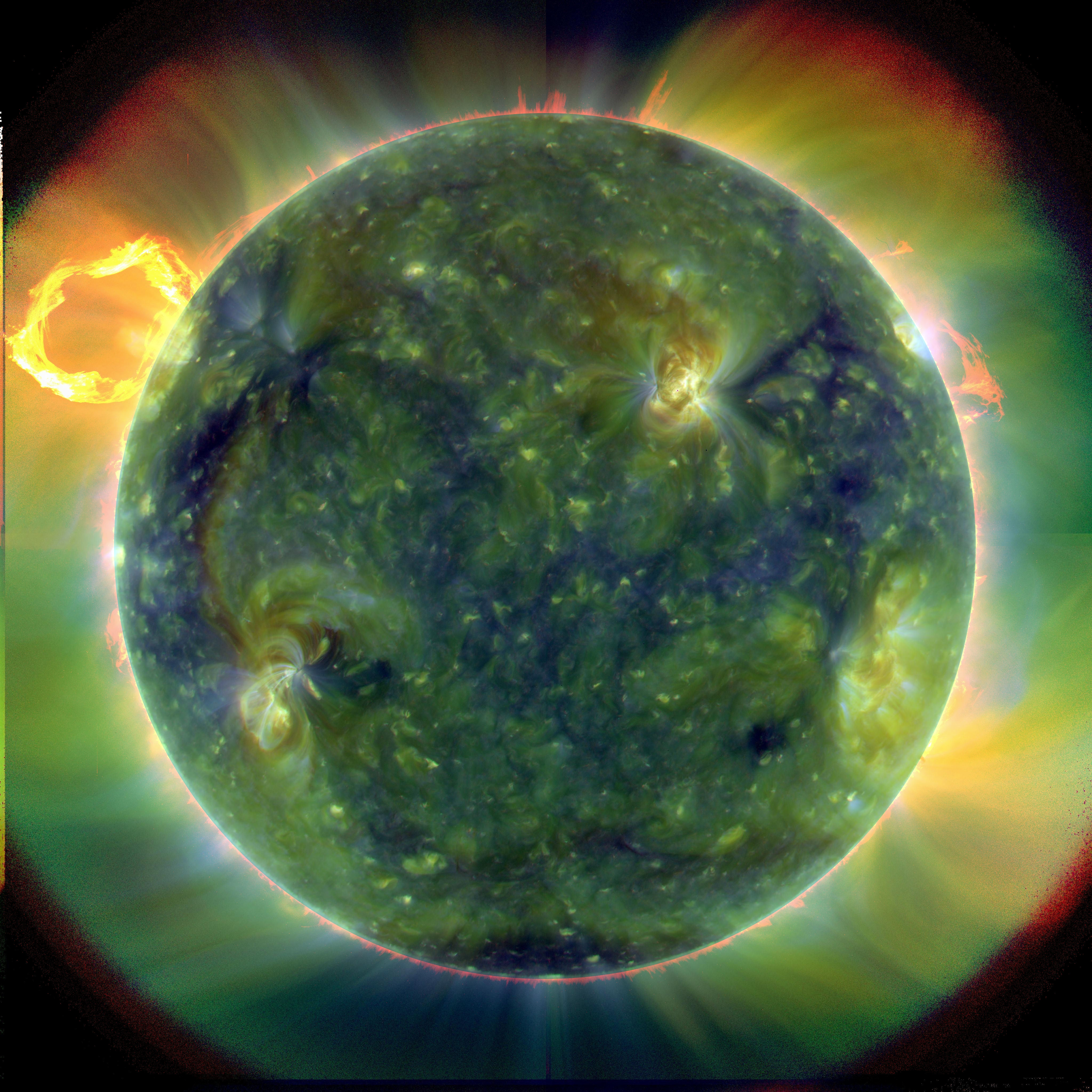
Imagen ultravioleta del Sol. Los colores rojos son relativamente fríos 60.000 Kelvin; los azules y verdes son calientes un millón Kelvin.